# (473007) 2015 HC40
(473007) 2015 HC40 es un asteroide perteneciente al cinturón de asteroides, descubierto el 8 de enero de 1999 por el equipo del Spacewatch desde el Observatorio Nacional de Kitt Peak, Arizona, Estados Unidos.

## Designación y nombre
Designado provisionalmente como 2015 HC40.

## Características orbitales
2015 HC40 está situado a una distancia media del Sol de 2,448 ua, pudiendo alejarse hasta 2,724 ua y acercarse hasta 2,173 ua. Su excentricidad es 0,112 y la inclinación orbital 8,137 grados. Emplea 1399 días en completar una órbita alrededor del Sol.

## Características físicas
La magnitud absoluta de 2015 HC40 es 17,2.